# 1203 pr. n. št.

## Smrti
- 2. maj - Merneptah, faraon (* ni znano)